# Emplectonema friederichi
Emplectonema friederichi är en djurart som tillhör fylumet slemmaskar, och som beskrevs av Evangelina A. Sánchez 1973. Emplectonema friederichi ingår i släktet Emplectonema och familjen Emplectonematidae. Inga underarter finns listade i Catalogue of Life.